# Кингусу
Кингусу (кор. 근구수왕, 近仇首王, Geun-gusu-wang, Kǔn'gusu-wang; 322—384) — корейський ван, чотирнадцятий правитель держави Пекче періоду Трьох держав.

## Походження
Був старшим сином вана Кинчхого. 369 року очолював військо, що виступило проти Когурьо, та здобув визначну перемогу, взявши в полон 5 000 бранців. 371 року він дістався Пхеньяна, де в битві вбив правителя Когурьо, вана Когуквона.

## Правління
Продовжував зовнішню та внутрішню політику батька. На пост головного міністра він призначив батька своєї дружини.
Впродовж правління Кингусу, Пекче перебувала в стані постійної ворожнечі з північним сусідом, державою Когурьо. 377 року вже в статусі правителя він знову взяв Пхеньян.
Кингусу вдалось зберегти військову й економічну могутність держави, яких досягнув його батько. Ван підтримував дружні стосунки з Китаєм і Японією періоду Ямато. «Ніхон Сьокі» зазначає, що за часів правління Кингусу, до Японії прибув вчений Ван Інь з копіями конфуціанської Лунь юй, а також з однією копією Тисячослову. Натомість корейські джерела кажуть, що подія мала місце десятиліттям пізніше, вже за правління вана Асіна.
У «Самгук Сагі» зафіксовано такі головні події часів правління Кингусу:
- 376 року посаду міністра внутрішніх справ зайняв дядько дружини вана. Взимку того ж року з півночі до меж Пекче вторглись війська Когурьо;
- взимку 377 року ван на чолі 30-тисячного війська взяв Пхеньян;
- навесні 379 року був відряджений посланець до двору Цзінь. Він пішов морем, але не зміг дістатись мети через шторм, і повернувся. Влітку впродовж одного дня йшов брудний дощ;
- 380 року Пекче спіткав великий мор. Улітку того ж року в землі з'явилась велика тріщина, що затягнулась за три дні;
- 382 року впродовж п'яти місяців не було дощу, що спричинило посуху. Ван наказав відкрити сховища й дати людям зерно;
- навесні 384 року навколо сонця спостерігались три гало. Влітку того ж року ван помер.